# Diego Salgado Costa de Menezes
Diego Salgado Costa de Menezes, mais conhecido como Diego (São Gonçalo, 2 de fevereiro de 1982), é um ex-futebolista brasileiro que atuava como goleiro..

## Carreira

### Início e Histórico no Flamengo
Diego começou sua carreira de jogador como arqueiro de futsal, mas foi para o futebol de campo em outra posição no sistema defensivo. "Como era pequeno fiquei um tempo na zaga. Depois, retornei para fazer teste como goleiro no Flamengo e passei logo de primeira aos 13 anos", recordou o arqueiro, que desembarcou na Gávea em 1995.
Diego subiu ao time profissional do Flamengo em 2001 e estreou no ano seguinte. Porém, somente assumiu a vaga de titular em 2005, após a saída de Júlio César, que havia sido negociado com a Inter de Milão. Desta forma, ele foi o goleiro na conquista da Copa do Brasil de 2006; contudo, mais tarde, naquele mesmo ano, Diego acabou sofrendo uma contusão e, graças as boas atuações do recém-contratado goleiro Bruno, retornou ao banco de reservas.
Em 2007, chegou a ser titular, em duas ocasiões, em virtude da complicada renovação do contrato de Bruno, todavia, voltou à reserva, uma vez que a permanência de Bruno foi confirmada. No ano seguinte, enquanto o time titular do Flamengo disputava a Libertadores da América, foi escalado para uma partida contra o Fluminense, pelo Campeonato Carioca. Após a derrota por 4 a 1 no clássico, com uma atuação desastrosa de Diego, que falhara em três gols, até mesmo sua condição de goleiro reserva acabou sendo perdida para Marcelo Lomba.
No entanto, um ano mais tarde, voltou a ser utilizado durante as semifinais da Taça Rio, enquanto Bruno cumpria suspensão automática. Sua boa atuação diante do Fluminense foi determinante para que o Flamengo chegasse à final contra o Botafogo. Com Bruno de volta ao gol, o Flamengo conquistou a Taça Rio, e depois o tri-campeonato carioca, ambos diante do Botafogo. O restante do ano de 2009, porém, voltou a ser desanimador para Diego, que cada vez mais via-se relegado ao banco de reservas.

### Ceará
Insatisfeito com sua situação no Flamengo, ao término de 2009, Diego anunciou que deixaria o clube para o ano, e assim o fez em 2010, quando acertou sua ida para o Ceará. Após sete anos no Flamengo, a maioria dos quais havia passado na reserva, Diego buscava dar um novo rumo em sua carreira.
Ainda em 2010, Diego bateu um recorde nacional, sendo o goleiro que ficou mais tempo sem ser vazado naquela edição do torneio. Foram 607 minutos sem levar um gol, defendendo o Ceará.
Em 2011, não renovou com o Ceará.

### Boavista
Em janeiro de 2012, acertou com o Boavista para a disputa do Campeonato Carioca de 2012. Fez sua estreia e única partida pelo clube no dia 4 de março de 2012, quando o Boavista perdeu para o Macaé por 3 a 2 em casa.

### Avaí
No dia 15 de março de 2012, Diego é anunciado como reforço do Avaí. No clube catarinense, irá disputar a continuidade do Campeonato Catarinense e a Série B do Campeonato Brasileiro. Dias depois, mais precisamente em 17 de março, Diego faz sua estreia no jogo válido pela quarta rodada do returno do estadual, quando o Avaí venceu o Brusque por 2 a 0 na Ressacada. Diego conquistou junto com o time, o Campeonato Catarinense de 2012 ao vencer os dois jogos da final contra o seu maior rival.
Após um bom tempo como titular, Diego se contundiu e acabou perdendo a vaga para o companheiro Moretto. Em 27 de novembro de 2012, foi dispensado do Avaí, junto com outros 10 jogadores.

### Mirassol
Em dezembro de 2012, acertou para jogar em 2013, com o Mirassol. Disputou apenas três jogos com o time, contabilizando três derrotas e seis gols sofridos, e acabou sendo liberado para voltar a assinar com o Avaí.

### Volta ao Avaí
No dia 29 de janeiro de 2013, foi anunciado a volta do goleiro Diego ao Avaí. Ele reestreiou no dia 6 de fevereiro de 2013, contra o Joinville, onde o Avaí empatou por 2 a 2.
No final de 2015 acontece o termino do seu contrato com o Avaí.

### Santo André
Na metade do mês de janeiro assina com o Esporte Clube Santo André. Até julho de 2016, ele havia feito quatro partidas pelo clube e era um dos destaques da Série A2 do Paulistão até sofrer uma fratura na tíbia. Mesmo assim, a equipe foi campeã da Série A2 e retornou à elite do Paulista.

## Títulos
Flamengo
- Campeonato Carioca Infantil: 1996
- Campeonato Brasileiro Juvenil: 1997,1998
- Campeonato Carioca: 2004, 2007, 2008 e 2009
- Copa do Brasil: 2006
- Campeonato Brasileiro: 2009
- Copa Record Rio de Futebol: 2005
- Taça Desafio 50 anos da Petrobras: 2003

Ceará
- Campeonato Cearense: 2011

Avaí
- Campeonato Catarinense: 2012

Santo André
- Campeonato Paulista Série A2: 2016

### Prêmios Individuais
- Seleção do Campeonato Cearense: 2010[10]
- Goleiro menos vazado do Campeonato Cearense: 2010[10]
- Craque da Rodada - Troféu Armando Nogueira para o Melhor Jogador da 19ª Rodada do Campeonato Brasileiro de Futebol de 2011 - Série A - Nota 9,0.[11]
- 2º Melhor Goleiro - Seleção do Campeonato Catarinense de Futebol de 2012.[12]
- Troféu Verdes Mares: 2011